# امپراتوری مغول
امپراتوری مغول (به مغولی: yeke Mongγol ulus ت.ت. 'ملت بزرگ مغولان یا ملت بزرگ مغول') امپراتوری بزرگی بود که طی سده‌های ۱۳ و ۱۴ میلادی، به مدت ۱۶۲ سال حکومت کرد. این امپراتوری از شرق آسیا آغاز شد و سرانجام، از اروپای شرقی تا دریای ژاپن کشیده شده و قسمت عظیمی از سیبری را هم تحت تصرف خود گرفت و در جنوب آسیا، جنوب شرق آسیا، غرب آسیا و بخشی‌هایی از شبه قاره هند نیز گسترده شد. امپراتوری مغول به‌عنوان بزرگ‌ترین امپراتوری سده‌های میانی و دومین امپراتوری بزرگ در تاریخ شناخته می‌شود. این امپراتوری در پهناورترین حد خود (۸۸ سال پس از تشکیل)، مساحتی بالغ‌بر ۲۴٬۰۰۰٬۰۰۰ کیلومتر مربع یعنی در حدود ۲۵ درصد مساحت کل زمین را تحت پوشش قرار می‌داد و بر جمعیتی بالغ بر ۱۰۰ میلیون نفر (۳۱ درصد جمعیت زمین) حکمرانی می‌کرد. این امپراتوری عظیم بعدها چهارپاره شد و امپراتوری‌های خانات جغتای، اردوی زرین، ایلخانان و دودمان یوآن از آن پدید آمد و به تدریج رو به اضمحلال رفت؛ تا اینکه در سال ۱۳۶۸ میلادی به کلی از بین رفت.

نگاره‌ای از چنگیز خان بنیان‌گذار امپراتوری مغول

امپراتوری مغول از وحدت قبایل مغول و دیگر قبایل ترک تحت فرماندهی چنگیز خان به وجود آمد. چنگیز خان در سال ۱۲۰۶ به‌عنوان فرمانده کل مغول‌ها معرفی شد. امپراتوری، تحت رهبری او و فرزندانش در همه جهات جغرافیایی به سرعت رشد کرد. امپراتوری پهناوری که جهان شرق را به جهان غرب پیوند می‌داد و در نهایت به‌عنوان یک «تسویه حساب» فرهنگی در جهان عمل کرد. تحت فرماندهی مغولان، فناوری‌های جدید، کالاها و ایدئولوژی‌های مختلف در سراسر اوراسیا منتشر شد. محدوده این مبادلات از نقشه‌نگاری تا صنعت چاپ و از کشاورزی گرفته تا نجوم گسترش داشت. امپراتوری مغول سپس به چند پاره تقسیم شد و آخرین آن سلسلهٔ یوان بود.

## پیش‌زمینه
دودمان لیائو سده دهم بر بیشتر مغولستان حکم می‌راند. شوروش قبایل جورجی در منچوری موجب پایان این حاکمیت شد. جورجی امپراتوری جین را در شمال چین جایگزین نمودند. دودمان جین سلطه کمتری بر استپ‌های مغولستان داشت. از این رو بسیاری از خراج‌گزاران پیشین علم استقلال برافراشتند و شروع به جنگ با یکدیگر در جهت رسیدن به برتری کردند. مغول‌ها یکی از گروه‌های در حال رقابت بودند. این قوم تا اواسط سده دوازدهم شکست‌های بزرگی از دشمنان دیرینه خود، تاتارهای استپ‌های غرب مغولستان و دودمان جین، متحمل گشتند و با از دست دادن جایگاه خود به‌عنوان نیروی تعیین‌کننده، به یک نیروی ضعیف بدل گردیدند که به کمک دیگران در مقابل دشمنان خود نیازمند بودند.

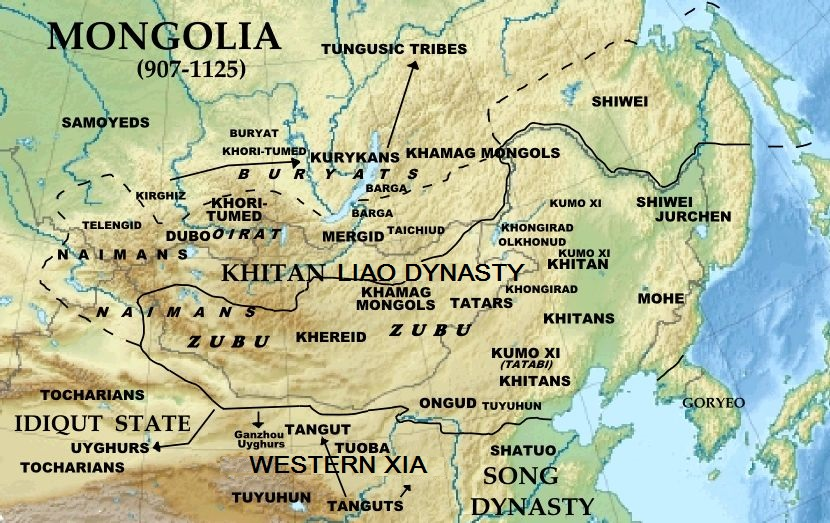
قبیله‌های مغول در دوره خیتان دودمان لیائو (۹۰۷–۱۱۲۵ م)

## فهرست حاکمان امپراتوری

### خاقان و دودمان یوآن
| ترتیب | نام                     | آغاز حکومت | پایان حکومت | یادداشت             |
| ----- | ----------------------- | ---------- | ----------- | ------------------- |
| ۱     | چنگیز خان               | ۱۲۰۶       | ۱۲۲۷        | بنیان‌گذار امپراتوری |
| ۲     | تولوی                   | ۱۲۲۷       | ۱۲۲۹        | به‌عنوان نایب‌السلطنه |
| ۳     | اوگتای خان              | ۱۲۲۹       | ۱۲۴۱        |                     |
| ۴     | توراکینا خاتون          | ۱۲۴۱       | ۱۲۴۶        | به‌عنوان نایب‌السلطنه |
| ۵     | گیوک خان                | ۱۲۴۶       | ۱۲۴۸        |                     |
| ۶     | آغول قایمیش             | ۱۲۴۸       | ۱۲۵۱        | به‌عنوان نایب‌السلطنه |
| ۷     | آغول قایمیش             | ۱۲۴۸       | ۱۲۵۱        | به‌عنوان نایب‌السلطنه |
| ۸     | منگوقاآن                | ۱۲۵۱       | ۱۲۵۹        |                     |
| ۹     | اریق بوقا               | ۱۲۵۹       | ۱۲۶۴        |                     |
| ۱۰    | قوبلای خان              | ۱۲۶۰       | ۱۲۹۴        |                     |
| ۱۱    | تیمور خان               | ۱۲۹۴       | ۱۳۰۷        |                     |
| ۱۲    | کولوگ خان               | ۱۳۰۸       | ۱۳۱۱        |                     |
| ۱۳    | آیورباروادا بویانتو خان | ۱۳۱۱       | ۱۳۲۰        |                     |
| ۱۴    | گگین خان                | ۱۳۲۱       | ۱۳۲۳        |                     |
| ۱۵    | یسون تیمور              |            |             |                     |
| ۱۶    | راگیباق خان             | ۱۳۲۸       |             |                     |
| ۱۷    | جایتو خان توق تیمور     | ۱۳۲۸       | ۱۳۲۹        |                     |
| ۱۸    | خوتوختو خان کوسالا      | ۱۳۲۹       |             |                     |
| ۱۹    | رینچینبال خان           | ۱۳۳۲       |             |                     |
| ۲۰    | طغون تیمور              | ۱۳۳۳       | ۱۳۷۰        |                     |